# Julian Makowski
Julian Edmund Makowski (ur. 6 lutego 1875 w Warszawie, zm. 25 listopada 1959 tamże) – polski dyplomata i prawnik, specjalista prawa międzynarodowego, profesor i rektor Szkoły Głównej Handlowej.

## Życiorys
Po ukończeniu gimnazjum w Warszawie odbył studia w Wyższym Instytucie Handlowym w Antwerpii uzyskując w 1898 dyplom licencjata. Następnie studiował w Szkole Nauk Politycznych w Paryżu i na wydziale prawa Uniwersytetu Jagiellońskiego. W 1923 uzyskał magisterium prawa na Uniwersytecie Warszawskim i doktorat prawa na Uniwersytecie Poznańskim.
Od 1906 roku wykładowca prawa międzynarodowego w późniejszej Wyższej Szkoły Handlowej, od 1915 wykładowca Szkoły Nauk Politycznych w Warszawie. Od 1936 profesor SGH. W latach 1937–1940 rektor SGH.
Od 24 lipca 1919 naczelnik wydziału traktatowego Ministerstwa Spraw Zagranicznych. Członek delegacji do rokowań z Czechosłowacją (1920), z Wolnym Miastem Gdańskiem (1921 – wiceprzewodniczący delegacji), z Litwą (1928). W 1930 delegat rządu RP na konferencję kodyfikacyjną prawa międzynarodowego w Hadze. Od 1931 przewodniczący Wyższej Komisji Dyscyplinarnej w MSZ. Wynegocjował i podpisał traktaty arbitrażowe z Belgią, Danią, Szwecją, Norwegią, Holandią, Luksemburgiem i Szwajcarią.
W 1932 wykładał w Akademii Prawa Międzynarodowego w Hadze. W roku 1933 objął redakcję Zbioru Dokumentów miesięcznika Polityka Narodów. Współredaktor Encyklopedii Nauk Politycznych (t. 1-4 Warszawa 1936–1939). Po II wojnie światowej wykładowca, następnie profesor Akademii Nauk Politycznych (później Szkoły Głównej Służby Zagranicznej), a także Uniwersytetu Jagiellońskiego w 1945 r.
Pochowany na cmentarzu Powązkowskim w Warszawie (kwatera N-6-14).
Materiały archiwalne Juliana Makowskiego znajdują się w PAN Archiwum w Warszawie pod sygnaturą III-88.

## Ordery i odznaczenia
- Order Sztandaru Pracy I klasy[3][4]
- Order Sztandaru Pracy II klasy[3][4]
- Krzyż Komandorski Orderu Odrodzenia Polski (10 listopada 1928)[5][3][4]
- Krzyż Oficerski Orderu Odrodzenia Polski[3][4]
- Złoty Krzyż Zasługi (11 listopada 1936)[6][7]
- Medal Dziesięciolecia Odzyskanej Niepodległości[8]

26 odznaczeń zagranicznych, m.in.:
- Wielki Komandor Orderu Zbawiciela (Grecja)[8][9]
- Wielki Oficer Orderu Korony Rumunii (Rumunia)[8]
- Wielki Oficer Orderu Gwiazdy Rumunii (Rumunia)[8]
- Wielki Oficer Orderu Świętego Sawy (Jugosławia)[8]
- Wielki Oficer Orderu Krzyża Południa (Brazylia)[10][11]
- Wielki Oficer Orderu Gwiazdy Polarnej (Szwecja)[8]
- Wielki Oficer Orderu Korony Dębowej (Luksemburg)[8][12]
- Krzyż Komandorski I Klasy Orderu Białej Róży Finlandii (Finlandia)[8]
- Komandor I klasy Orderu Zasługi Cywilnej (Hiszpania)[8]
- Komandor I stopnia Orderu Danebroga (Dania)[8]
- Order Zasługi II klasy (Węgry)[8]
- Order Zasługi III klasy (Austria)[8]
- Order Skarbu Świętego III klasy (Japonia)[8][3]
- Komandor Orderu Korony (Belgia)[8][3]
- Komandor Orderu Świętego Olafa (Norwegia)[8][3]
- Komandor Orderu Lwa Białego (Czechosłowacja)[8]
- Komandor Orderu Oranje-Nassau (Holandia)[8]
- Komandor Orderu Trzech Gwiazd (Łotwa)[8]
- Oficer Orderu Legii Honorowej (Francja)[8][3]
- Order Kłosa Złotego III klasy (Chiny)[8]

## Publikacje
- Rozwój i przyszłość prawa międzynarodowego, Warszawa 1916
- O konsulach i konsulatach, Warszawa 1918
- Ustrój konstytucyjny Stanów Zjednoczonych Ameryki, Warszawa 1918
- Prawo międzynarodowe wyd.I Warszawa 1918, wyd. IV, Warszawa 1931
- Prawno-państwowe położenie Wolnego Miasta Gdańska, Warszawa 1923
- Konstytucja Rzeczypospolitej Polskiej, Warszawa 1924
- Współczesne formy sądownictwa międzynarodowego, Warszawa 1926
- Teoria i technika zawierania umów międzynarodowych, Warszawa 1931 (II wyd)
- L’organisation actuelle de l’arbitrage international, Paris 1932
- Zagadnienie państwowości Wolnego Miasta Gdańska, Warszawa 1934
- Współczesne formy bezpieczeństwa zbiorowego, Warszawa 1935
- Umowy międzynarodowe Polski, Warszawa 1935 (II wyd)
- Podręcznik prawa międzynarodowego, Warszawa 1948 (wyd. IV)
- Organa państwa w stosunkach międzynarodowych, Warszawa 1957